# Juri Galperin

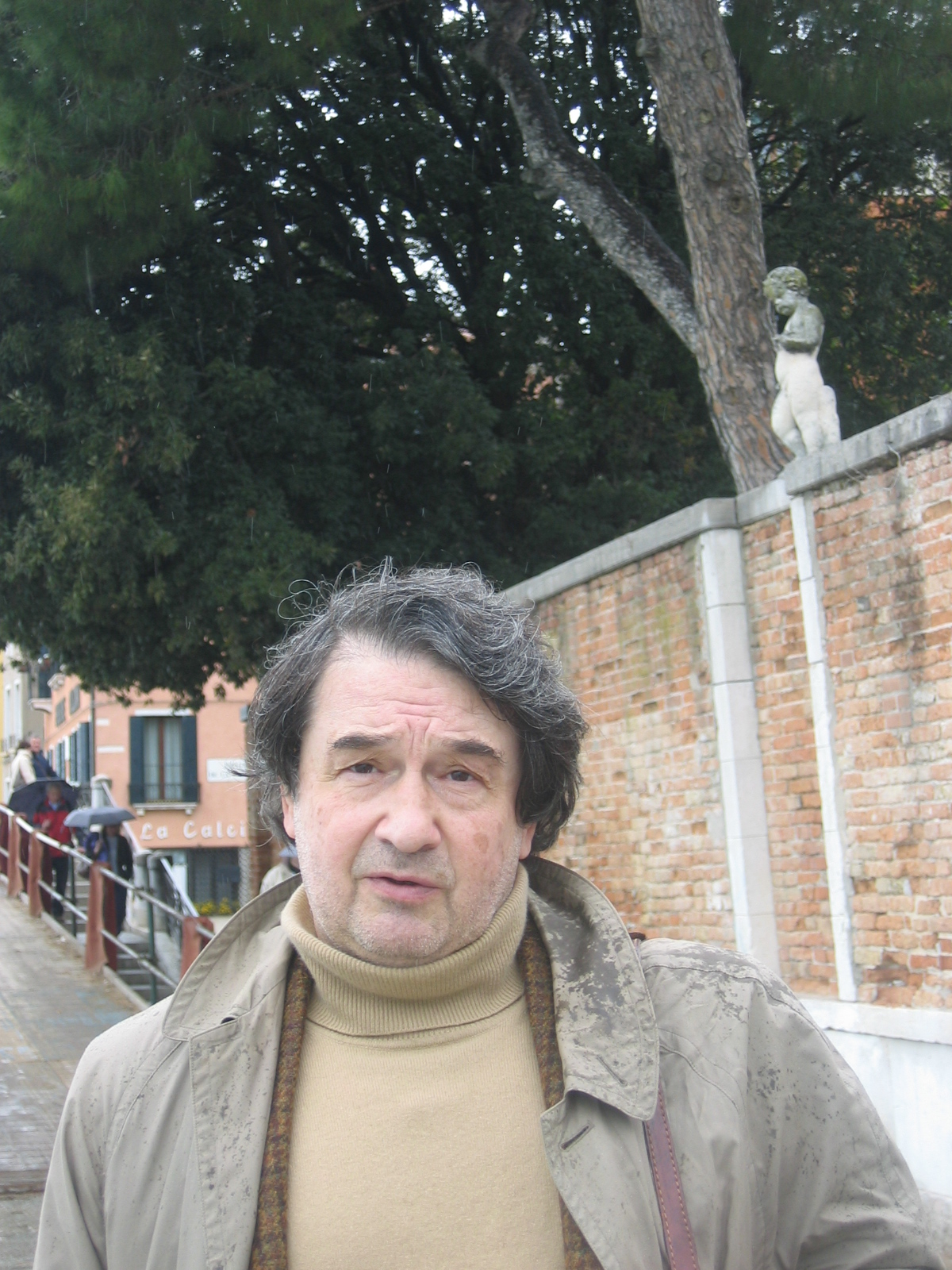
Juri Galperin, 2018

Juri Alexandrowitsch Galperin (russisch Юрий Александрович Гальперин; * 12. Juli 1947 in Leningrad) ist ein russischer Schriftsteller.

## Leben
Galperin wurde als Sohn eines Jazzmusikers in Leningrad geboren, besuchte in dieser Stadt die Schule und nahm ein Geschichtsstudium auf. Seine erste literarische Veröffentlichung war ein Theaterstück im Jahr 1972, das in Leningrad aufgeführt wurde. Die sowjetische Zensur verbot ab 1976 jede weitere Publikation, so dass Galperin 1979 ins Schweizer Exil ging. Er lebt und arbeitet in Bern.

## Literarischer Stil
Galperins Bücher, vor allem die Brücke über die Lethe bestechen durch formale Merkmale, die seine Texte nicht dem schnellen Lesefluss überlassen, sondern durch die ständigen erzählerischen Einschübe von Autoreflexion und stilistischen bzw. zeitlichen Brüchen ein langsames Lesen erfordern.

## Preise
- Vladimir-Dahl-Preis der russischen Emigration (1981)
- Buchpreis der Stadt Bern (1991)
- Literarische Auszeichnung der Stadt Bern (1997 für den Roman Leschakow)

## Werke
- Brücke über die Lethe (1975, deutsch 1990)
- Die russische Variante (1987)
- Play Blues (1994)
- Leschakow (1987, deutsch 1997)

| Personendaten    | Personendaten                                                            |
| ---------------- | ------------------------------------------------------------------------ |
| NAME             | Galperin, Juri                                                           |
| ALTERNATIVNAMEN  | Гальперин, Юрий Александрович (russisch); Galperin, Juri Alexandrowitsch |
| KURZBESCHREIBUNG | russischer Schriftsteller                                                |
| GEBURTSDATUM     | 12. Juli 1947                                                            |
| GEBURTSORT       | Leningrad                                                                |